# بيتر راتكليف
السير بيتر جون راتكليف (ولد في لانكشر يوم 14 مايو 1954) هو طبيب وعالم بيولوجيا جزيئية بريطاني، من أبرز أبحاثه ما يتعلق باستجابة الخلية لنقص التأكسج. يمارس الطب بمستشفى جون راتكليف في أكسفورد، وهو أستاذ كرسي نافيلد للطب السريري ورئيس قسم نافيلد للطب السريري بجامعة أكسفورد منذ سنة 2004. انتُخب زميلًا للجمعية الملكية سنة 2002، كما انتُخب عضوًا شرفيًا أجنبيًا بالأكاديمية الأمريكية للفنون والعلوم سنة 2007، وحصل على جائزة ألبرت لاسكر للأبحاث الطبية الأساسية (بالاشتراك مع ويليام ج. كيلين الأصغر وغريغ سيمينزا) سنة 2016.
حصل بيتر راتكليف على لقب سير (فارس) في مطلع عام 2014 تقديرًا لخدماته التي أسداها إلى الطب السريري.
في يوم 7 أكتوبر 2019 أعلن عن فوزه بجائزة نوبل في الطب أو علم وظائف الأعضاء بالمشاركة مع الأمريكيين ويليام كايلن وغريغ سيمنزا، نتيجة أبحاثهم في أهمية الأوكسجين للوقاية من أمراض فقر الدم وسرطانات عديدة.